# Morolica (ort)
Morolica är en ort i Honduras.   Den ligger i departementet Choluteca, i den södra delen av landet, 70 km sydost om huvudstaden Tegucigalpa. Morolica ligger 189 meter över havet och antalet invånare är 973.
Terrängen runt Morolica är huvudsakligen kuperad, men västerut är den bergig. Morolica ligger nere i en dal. Runt Morolica är det mycket glesbefolkat, med 6 invånare per kvadratkilometer. Närmaste större samhälle är San Marcos de Colón, 18,3 km sydost om Morolica. Omgivningarna runt Morolica är en mosaik av jordbruksmark och naturlig växtlighet.